# 托馬斯·克羅爾

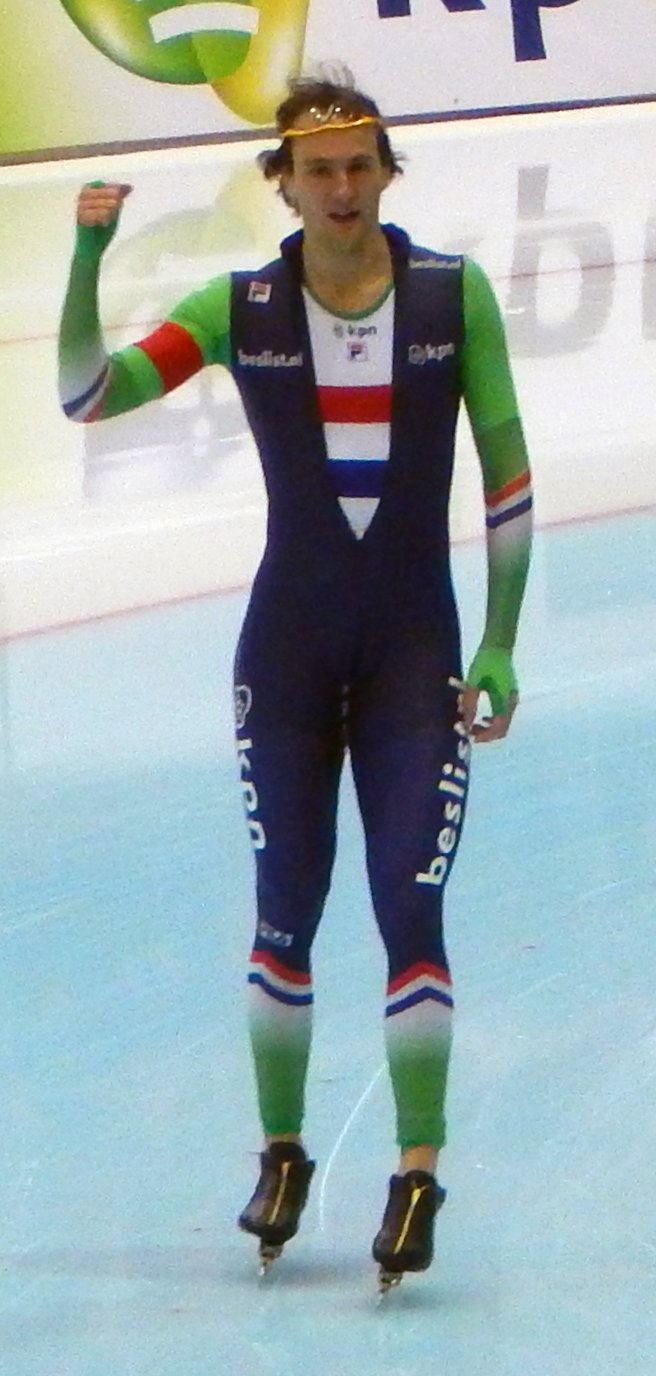
托马斯·克罗尔，2016年

托馬斯·克羅爾（荷蘭語：Thomas Krol，1992年8月16日—），荷蘭速度滑冰運動員，他代表荷蘭隊參加了中國舉行的2022年冬季奧林匹克運動會，並且在男子1000米比賽上獲得金牌，在男子1500米比賽上獲得銀牌。